# ガンソン県
ガンソン県（ガンソンけん、ベトナム語：Huyện Ngân Sơn / 縣銀山?）は、ベトナム社会主義共和国バックカン省の県である。面積は644.4km²、人口は27,680人（2009年）である。

## 行政区画
以下の1市鎮10社から構成される。
- ナファク市鎮（Nà Phặc / 那頗）
- ヴァントゥン社（Vân Tùng / 雲從）
- バンヴァン社（Bằng Vân / 憑雲）
- コックダン社（Cốc Đán / 谷旦）
- ドゥクヴァン社（Đức Vân / 德雲）
- フオンネー社（Hương Nê / 香泥）
- ランガム社（Lãng Ngâm / 浪吟）
- トゥアンマン社（Thuần Mang / 純茫）
- トゥオンアン社（Thượng Ân / 上恩）
- トゥオンクアン社（Thượng Quan / 上關）
- チュンホア社（Trung Hòa / 中和）